# Dan Houser

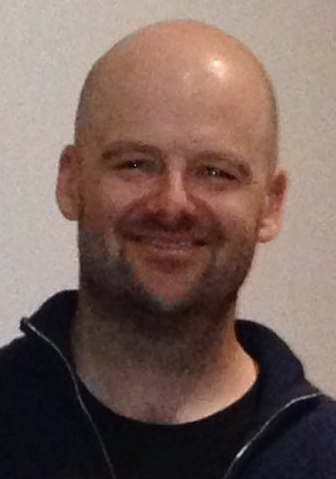
Dan Houser

Dan Houser (Londen, 1974) is een Brits computerspelontwikkelaar.

## Biografie
Dan Houser richtte samen met zijn broer Sam Houser, Terry Donovan, Jamie King en Gary J. Foreman in het jaar 1998 de dochteronderneming van Take-Two Interactive en Rockstar Games op. Daarvoor had Houser bij Take-Two Interactive meegewerkt. Hij was adjunct-directeur van Rockstar Games van 1998 tot 2020. Bij meerdere spellen van de Grand Theft Auto-spellenreeks werkte Dan Houser mee als scenarioschrijver en producent.